# Pedraza (Venezuela)
Pedraza é um município da Venezuela localizado no estado de Barinas.
A capital do município é a cidade de Ciudad Bolivia.